# Rolls-Royce Sweptail
Rolls-Royce Sweptail — розкішний автомобіль в єдиному екземплярі, зроблений у Сполученому Королівстві компанією Rolls-Royce Motor Cars.

## Історія
У травні 2017 року дебютував на щорічному італійському автосалоні Concorso d’Eleganza Villa d’Este, де був найдорожчим новим автомобілем у світі, вартістю близько $12,8 млн., дорожчим за Bugatti Chiron, який коштує близько $2,9 мільйона.

## Опис
Sweptail Rolls-Royce Sweptail зроблений вручну, натхненний дизайном авто 1920-х і 1930-х років. Sweptail був замовлений в 2013 році в якості автомобіля в одному екземплярі, на прохання фахівця з яхт і літаків, з проханням втілити його ідеї в авто.
В основі автомобіля лежить Rolls-Royce Phantom Coupé. Кузов зроблений під впливом Phantom I Round Door 1925 року, Phantom II Streamline Saloon 1934 року, 
Gurney Nutting Phantom II Two Door Light Saloon 1934 року і Park Ward 20/25 Limousine Coupe 1934 року. У салоні лишили лише два крісла і холодильник для шампанського і двох келихів. Салон із ебенового дерева і палдао. Дах склянний.
Джайлс Тейлор, директор з дизайну компанії Rolls-Royce Motor Cars описав Sweptail як "автомобільний еквівалент откутюр".